# Abstinentiebeleid
Medische abstinentie wordt gedefinieerd als:
- het staken van een actieve behandeling, of
- het niet-starten van een nieuwe behandeling

bij medisch zinloos handelen
- naar eigen inschatting door de arts op basis van zijn medische kennis, of
- op uitdrukkelijk verzoek van de patiënt (of diens vertegenwoordigers wanneer hij wilsonbekwaam is).

Wat er verstaan moet worden onder 'medisch zinloos', is een discussiepunt waar medisch-ethisch met verschillende invalshoeken naar gekeken kan worden. Daarnaast worden de grenzen hiervan ook steeds verder opgerekt door de vooruitgang van de medische wetenschap waarbij levensverlengende therapieën meer beschikbaar komen. Er moet altijd wel in overweging worden genomen wat de toegevoegde kwaliteit van leven is.
De uiteindelijke beslissing tot abstineren ligt bij de arts, tenzij de patiënt wilsbekwaam is of een geldige wilsverklaring heeft (recht om een behandeling te weigeren, WGBO). Omdat de arts het leven van de patiënt niet actief beëindigt, is hier geen sprake van (actieve) euthanasie. Regelmatig wordt foutief de term passieve euthanasie gebruikt. Abstineren is geen vorm van euthanasie, aangezien er bij euthanasie doelgericht wordt ingegrepen om het leven voortijdig te beëindigen. Een patiënt die geabstineerd wordt zal uiteindelijk aan zijn niet meer behandelde ziekte een natuurlijke dood sterven. Er zal altijd worden getracht de laatste fase zo comfortabel mogelijk te maken. Mocht dit met medicatie en (medische) hulpmiddelen niet mogelijk zijn kan er worden gekozen om het bewustzijn van de patiënt te verlagen. In dat geval spreekt men van palliatieve sedatie.
Gewoonlijk wordt abstinentie toegepast bij ernstig zieke patiënten welke binnen korte tijd komen te overlijden. Dit is vaak in het ziekenhuis, maar kan ook in een hospice of zelfs thuis plaatsvinden.